# Crossosomatàcies
Crossosomatàcies (Crossosomataceae) és una petita família de plantes amb flors que conté tres gèneres d'arbusts endèmics de les parts àrides i semiàrides dels Estats Units i sud-oest de Mèxic.

## Gèneres
- Apacheria - una espècie, Apacheria chiricahuensis
- Crossosoma - crossosoma (2 espècies, C. bigelovii i C. californicum]
- Glossopetalon - glossopetalon (4 o 5 espècies)